# اچ‌ام‌اس ویگو (دی۳۱)
اچ‌ام‌اس ویگو (دی۳۱) (به انگلیسی: HMS Vigo (D31)) یک کشتی بود که طول آن ۳۷۹ فوت (۱۱۶ متر) بود. این کشتی در سال ۱۹۴۵ ساخته شد.